# 白田朗
白田　朗（しらた あきら、1958年12月5日 - ）は、日本のキーボーディスト、音楽ライター。

## 来歴
- 大学生の時にライブハウス活動を始める[1]。
- 大学2年生の時に友人の山口美央子がメジャーデビューする時に、レコーディングのスタジオミュージシャン・ライブのサポートミュージシャンとして関わる形でプロデビュー[1]。
- 1985年9月27日～11月27日、「DRAGON THE FESTIVAL TOUR featuring TM NETWORK」にサポートキーボーディストとして参加。ヤマハDX7とPPG WAVE2.2、Oberheim Xpanderを演奏[2]。
- 1986年6月10日～7月18日、「TM NETWORK TOUR '86 FANKS DYNA☆MIX」にサポートキーボーディストとして参加。 PPG WAVE2.2とOberheim Xpanderを演奏。AKAI S900を使用してブラスやコーラスのフレーズサンプリングを再現した[2]。
- 1986年8月23日、TM NETWORKの野外ライブ「FANKS "FANTASY" DYNA-MIX」にサポートキーボーディストとして参加。
- 1987年1月17日～2月13日、渡辺美里のコンサート・ツアー「MISATO & THE LOVER SOUL Steppin' Now SPECIAL」に参加。
- 1992年4月21日、自身のソロアルバム「新涼の森」を発売[3][4]。
- 1993年、立東社発行の雑誌「KB Special」1993年11月号でTMN『Dive Into Your Body (extended 12' version mix)』の採譜・解説をしている[5]。
- 1994年、同誌1994年7月号、同年8月号でTMNの「終了ライブ」及びデビューからの1994年に至るまでの特別企画の記事を書いている[6]。
- 同誌1994年7月号で、TMN 『Nights of The Knife』のバンドスコアの採譜・解説をしている[7]。8月号で、TMN『OPEN YOUR HEART』のバンドスコアの採譜・解説をしている[7]。
- 同誌1994年9月号で、「Get Wild」のアレンジの徹底分析を寄稿している[8]。「Get Wild Ver.0」のバンドスコアのイントロから16小節を採譜したものを掲載した[9]。1994年9月号で「ELECRIC PROPHET」のピアノ弾き語りアレンジの採譜・解説を行っている[10]。
- 1999年、同誌1999年9月号で「GET WILD DECADE RUN」とそのカップリング曲「IT'S GONNA BE ALRIGHT」のアレンジの解説を行っている[11]。

## エピソード
- 愛機はPPG Wave 2.2、AKAI S900、Prophet-5、Oberheim XP-1、CASIO PX-7である[1]。
- TM NETWORKのデビュー前、「フレッシュ・サウンズ・コンテスト '83」へ応募するためのデモテープを完成後すぐに聴かせてもらっている[7]。
- 「フレッシュ・サウンズ・コンテスト '83」の手伝いをしてほしいと小室哲哉から電話がかかり、参加する。そのときに、決まりきったバッキングやメロディーを白田が弾き、小室が自由にライブっぽさを出すフィーリング・プレイを弾くという役割分担ができた[7]。
- 1984年の渋谷「Live Inn」でのTM NETWORKのコンサートに観客として居合わせた[7]。
- 「DRAGON THE FESTIVAL TOUR featuring TM NETWORK」でコンサートのラストにキャノン砲で金紙を打ち上げられた（このツアーのコンセプトが「金色の夢」であり、それを表現するものとして金紙を使った）が、それがキーボードの中に入ると接触不良を起こす原因となるため、一番上段のキーボードに透明なビニールを巻いて貼り付けておき、金紙が降りかかる前に自分でキーボードをビニールでカバーして対処していた。しかし、それでも鍵盤の蓋を開けると金紙が何枚も出てきたという[7]。
- 「TM NETWORK TOUR '86 FANKS DYNA☆MIX」ツアーの準備で、何日も徹夜で小室と久保と白田の3人でEmulatorIIとAKAI S900にフレーズサンプリングを行った[7]。
- 野外ライブ「FANKS "FANTASY" DYNA-MIX」でサポートから離れる。その頃、白田は渡辺美里のサポートもしており、多忙だった[7]。
- TM NETWORKのサポートを離れた後も観客としてライブを見に行っていたこともある[7]。
- B'zの松本孝弘からB'zの初ツアーのサポート依頼の電話を受けたことがあったという[7]。
- 松本伊代、THE GOOD-BYE、少女隊[1]、三枝成章、永井真理子、マリーン[4]等とステージ・セッションのアルバム制作に参加したキャリアを持っている。